# Arkys semicirculatus
Arkys semicirculatus là một loài nhện trong họ Araneidae.
Loài này thuộc chi Arkys. Arkys semicirculatus được miêu tả năm 1982 bởi Balogh.